# Хвасциці
Хвасциці (пол. Chwaścice) — село в Польщі, у гміні Єнджеюв Єнджейовського повіту Свентокшиського воєводства.
Населення — 147 осіб (2011).
У 1975-1998 роках село належало до Келецького воєводства.

## Демографія
Демографічна структура на день 31 березня 2011 року:
|          | Загалом | Допрацездатний вік | Працездатний вік | Постпрацездатний вік |
| -------- | ------- | ------------------ | ---------------- | -------------------- |
| Чоловіки | 76      | 21                 | 45               | 10                   |
| Жінки    | 71      | 17                 | 37               | 17                   |
| Разом    | 147     | 38                 | 82               | 27                   |